# آيت أمديس الشمالية (آيت أومديس)
آيت أمديس الشمالية هي إحدى مشيخات المملكة المغربية، تتبع جغرافيا لإقليم أزيلال وإداريًا لآيت أومديس. يقدر عدد سكانها بـ 6771 نسمة حسب الإحصاء الرسمي للسكان والسكنى لسنة 2004.